# Sybra tenganensis
Sybra tenganensis là một loài bọ cánh cứng trong họ Cerambycidae.